# Mořina

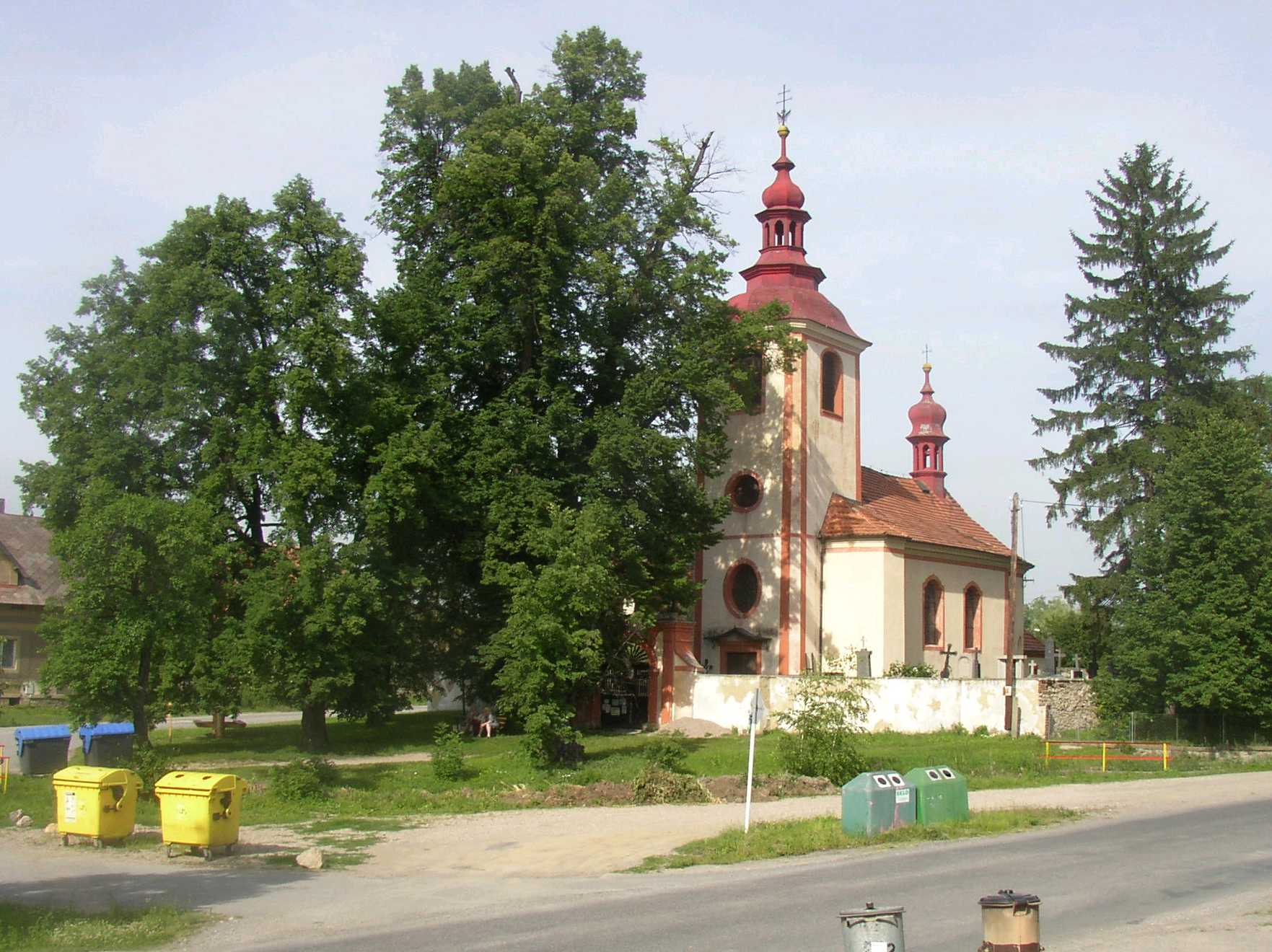
Kirche des hl. Stanislaus

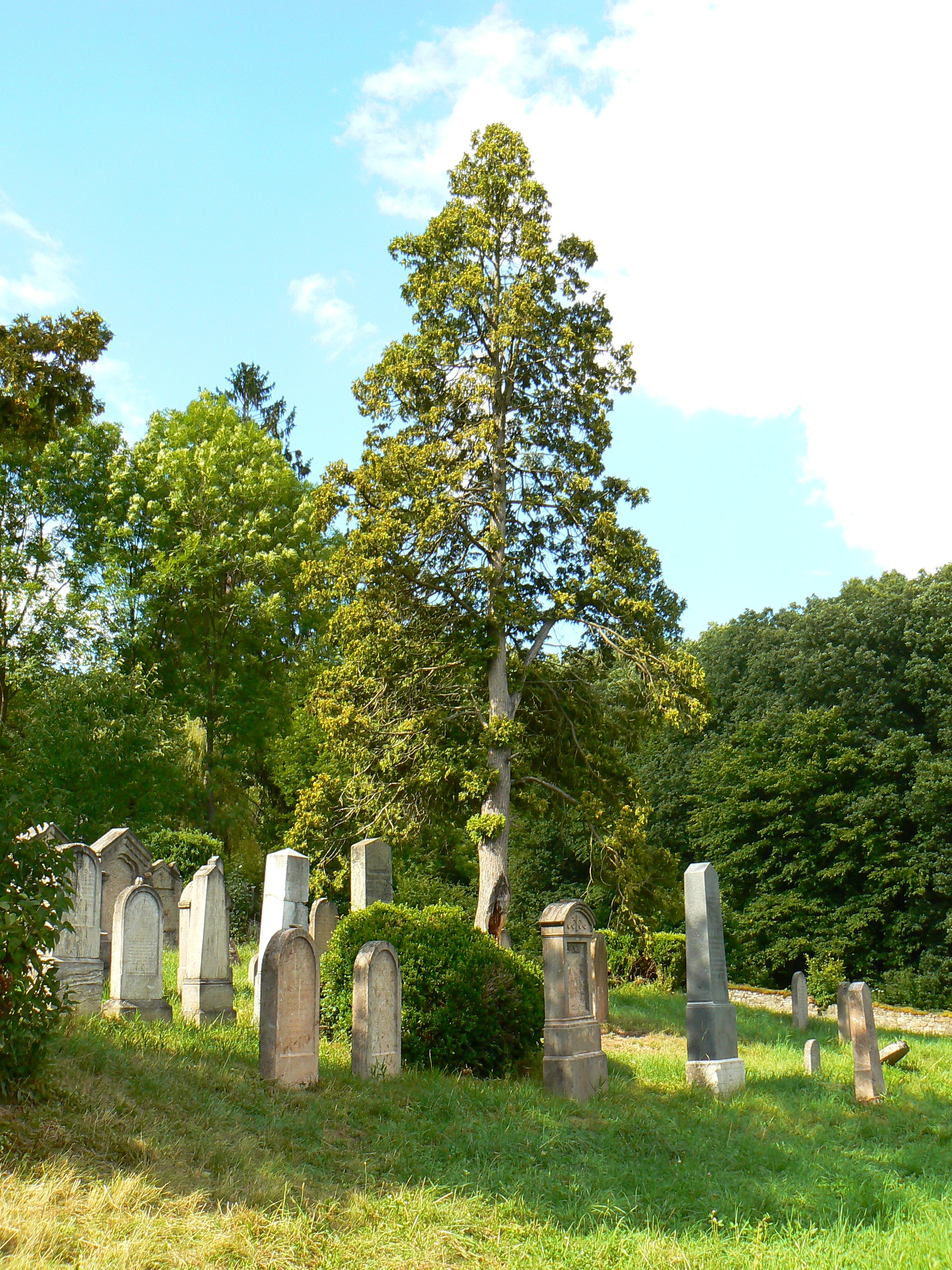
Jüdischer Friedhof Mořina

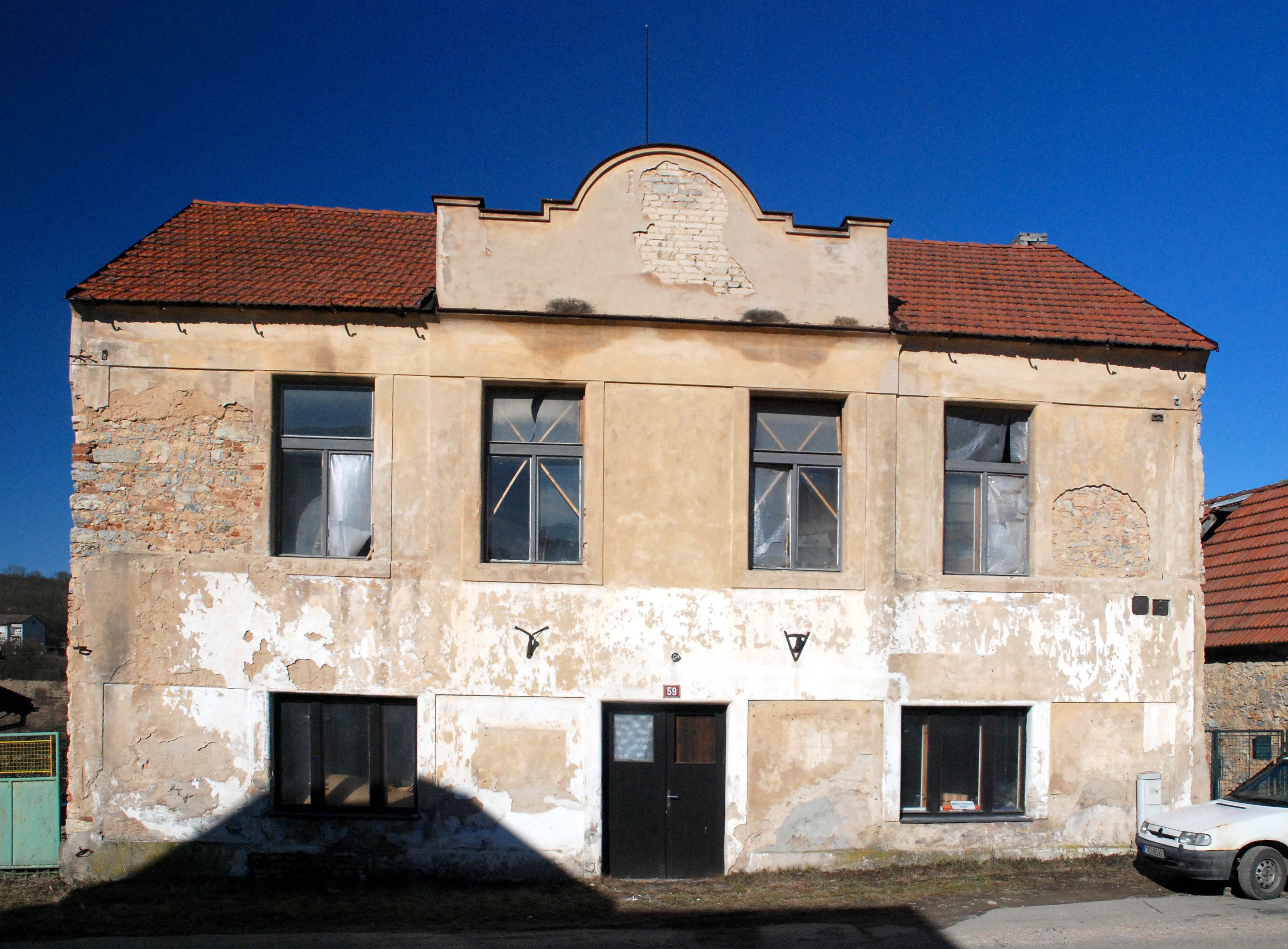
Ehemalige Synagoge

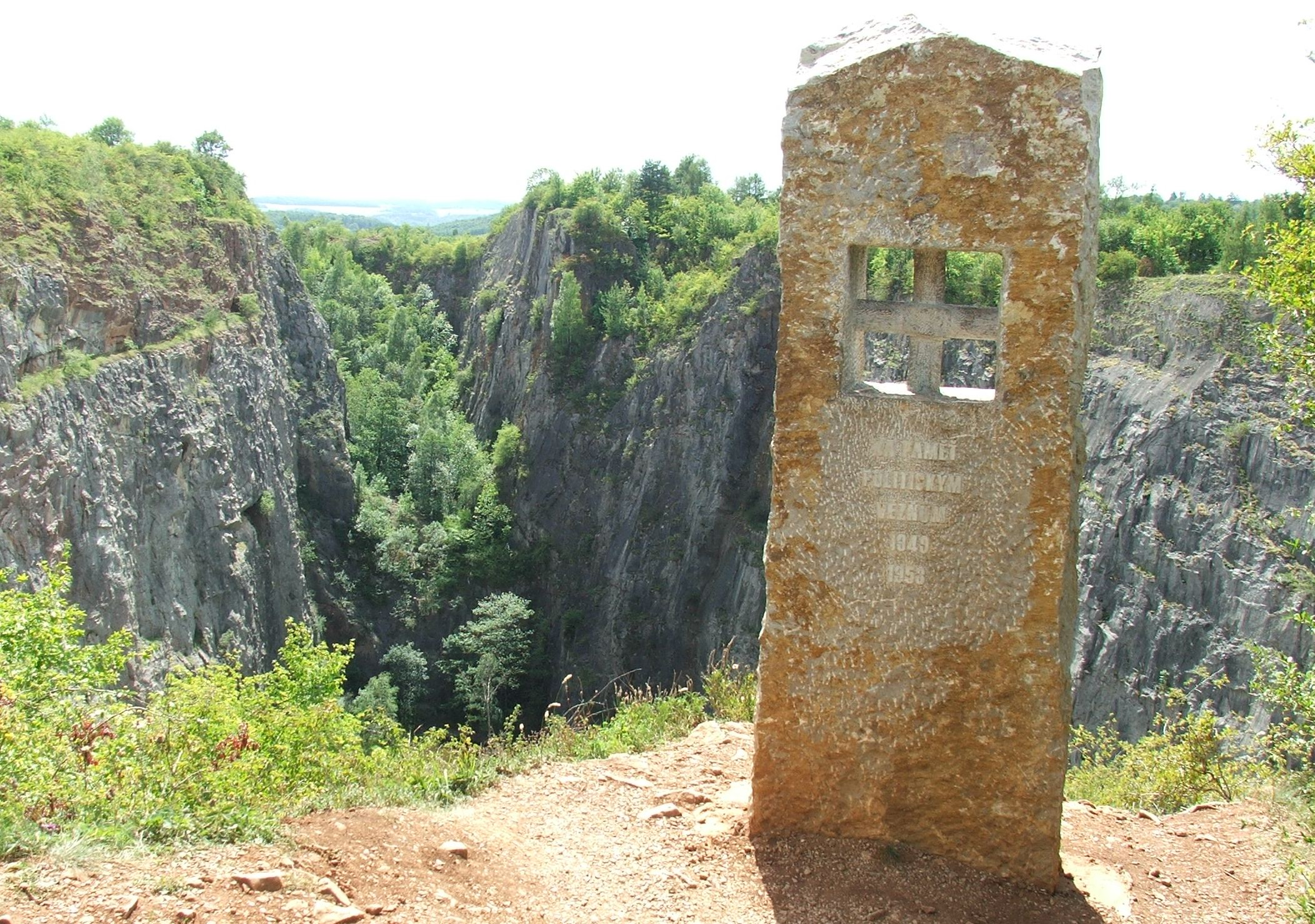
Gedenkstein an das kommunistische Strafarbeitslager am Kalkbruch Mexiko

Mořina (deutsch Groß Morschin, auch Groß Morzin) ist eine Gemeinde in Tschechien. Sie liegt sechs Kilometer nordwestlich von Dobřichovice und gehört zum Okres Beroun.

## Geographie
Mořina befindet sich im Quellgebiet des Baches Budňanský potok auf einer Hochfläche in der Karlštejnská vrchovina (Karlsteiner Hügelland). Gegen Osten bildet der Bach Karlický potok ein tiefes Tal. Das Dorf liegt im Landschaftsschutzgebiet Český kras (Böhmischer Karst). Östlich erstreckt sich das Naturreservat Karlické údolí, südwestlich das Nationale Naturreservat Karlštejn. Östlich erhebt sich der Čabrak (406 m), im Süden die Haknová (402 m) und die Výška (425 m) sowie westlich der Doutnáč (433 m).
Nachbarorte sind Kozolupy, Lužce, Vysoký Újezd, Trněný Újezd und Kuchař im Norden, Kuchařík, Dolní Roblín, Roblín und Kala im Nordosten, Solopisky und Vonoklasy im Osten, Karlické Údolí, Karlík, Mořinka, V Chaloupkách und Černá Skála im Südosten, Rovina, Zadní Třebaň und Hlásná Třebaň im Süden, Klučice, Karlštejn und Srbsko im Südwesten, Tetín, Hostim und Svatý Jan pod Skalou im Westen sowie Amerika und Bubovice im Nordwesten.

## Geschichte
Archäologische Funde lassen darauf schließen, dass Mořina bereits zur Jungsteinzeit besiedelt war. Reste von Wohngebäuden und slawische Gräber belegen eine frühmittelalterliche Siedlung.
Die erste schriftliche Erwähnung des Ortes erfolgte im Jahre 1338. Im Zuge der Errichtung der Burg Karlstein ließ Karl IV. im Jahre 1348 über dem Durchbruchstal des Karlický potok die Wachtburg Karlík anlegen. 1352 schenkte Karl IV. die Dörfer Mořina mit 30 Huben und Mořinka mit 18 Huben Land dem Prager Slawenkloster. Auf dem slawischen Begräbnisplatz Moráně entstand 1353 die Pfarrkirche des hl. Stanislaus. Im Jahre 1356 verkaufte das Kloster beide Dörfer für 200 Schock Prager Groschen an den Prager Domdechanten Przedwogius (Přecho). Von diesem erwarb sie Karl IV. 1357 im Austausch gegen die Wälder Černý háj und Lom bei Chraštice mit der Ausdehnung von 1152 Strich zurück und schlug sie der neu errichteten Burggrafschaft Karlstein zu. Im Jahre 1359 belehnte Karl IV. seinen Hofmaler Niklas Wurmser mit dem Freihof Kočabowsky, 1367 wurde der Maler Theoderich von Prag als Honorar für die Ausmalung der Heiligkreuzkapelle auf der Burg Karlstein damit belehnt. König Wenzel IV. verlieh 1387 dem Karlsteiner Kapitel das Patronat über die Kirche in Mořina. Das Kapitel hob die Pfarre auf und unterstellte sie der Karlsteiner Pfarrkirche.
1619 wurde die Burggrafschaft Karlstein aufgehoben und zugleich auch die Kronjuwelen und das königliche Archiv nach Prag verbracht. Im Jahre 1625 ging die Herrschaft Karlstein in den direkten Besitz der böhmischen Königinnen über.
Im Jahre 1846 bestand das im Berauner Kreis gelegene Dorf Groß-Mořin bzw. Mořina aus insgesamt 51 Häusern mit 453 Einwohnern. Davon bildeten zehn Häuser, darunter sieben jüdische mit 16 Familien, die Synagoge und die abseits gelegene eingängige Mühle Pod Stachly den Freihof Groß-Mořin. Ein Haus gehörte zum Lehngut Rubřin. Im Karlsteiner Anteil befanden sich die Filialkirche des hl. Stanislaus und ein Wirtshaus. Der Freihof gehörte zum zweiten Freisassenviertel der Berauner Kreises. Pfarrort war Karlstein. Bis zur Mitte des 19. Jahrhunderts blieb das Dorf größtenteils der k.k. Tafel-Herrschaft Karlstein untertänig.
Nach der Aufhebung der Patrimonialherrschaften bildete Velká Mořina / Groß-Mořin ab 1850 mit dem Ortsteil Dolní Bublín eine Gemeinde im Gerichtsbezirk Beroun. 1868 wurde die Gemeinde dem Bezirk Hořowitz zugeordnet. Ab 1880 führte sie den amtlichen Namen Mořiny und der Ortsteil wurde als Dolní Rubrín t. Podroblín bezeichnet. Der heutige Gemeindename Mořina wird seit 1924 verwendet. Im Jahre 1932 lebten in Mořina mit Dolní Roblín 716 Personen; in der Gemeinde gab es u. a. sechs Wirtshäuser, fünf Gemischtwarenläden, vier Bauern, zwei Schmiede, zwei Stellmacher, zwei Metzger und je einen Arzt, Friseur, Schuster, Schreiner, Bäcker, Trafik, Grünzeugladen, Konsum, Spar- und Darlehnsverein sowie den Kalkbruchbetrieb. Seit 1936 gehört Mořina zum Okres Beroun. Am 1. Jänner 1980 wurden Mořinka und Trněný Újezd eingemeindet. Mořinka löste sich am 24. November 1990 wieder von Mořina los und bildete eine eigene Gemeinde.

## Gemeindegliederung
Die Gemeinde Mořina besteht aus den Ortsteilen Dolní Roblín (Unter Roblin), Mořina (Groß Morschin) und Trněný Újezd (Dorn Aujest). Grundsiedlungseinheiten und Katastralbezirke sind Mořina und Trněný Újezd.

## Kalksteinbrüche Amerika

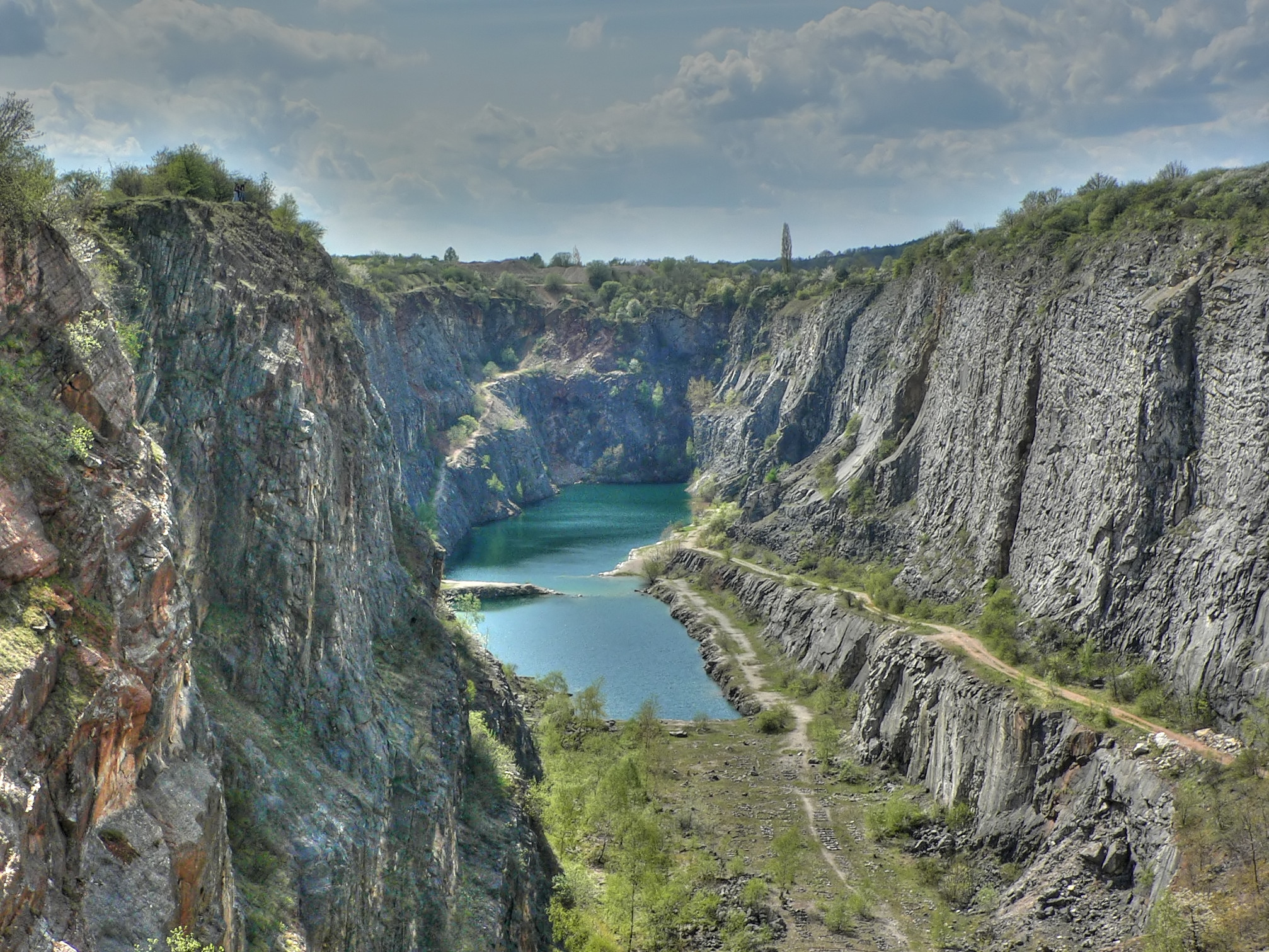
Velká Amerika

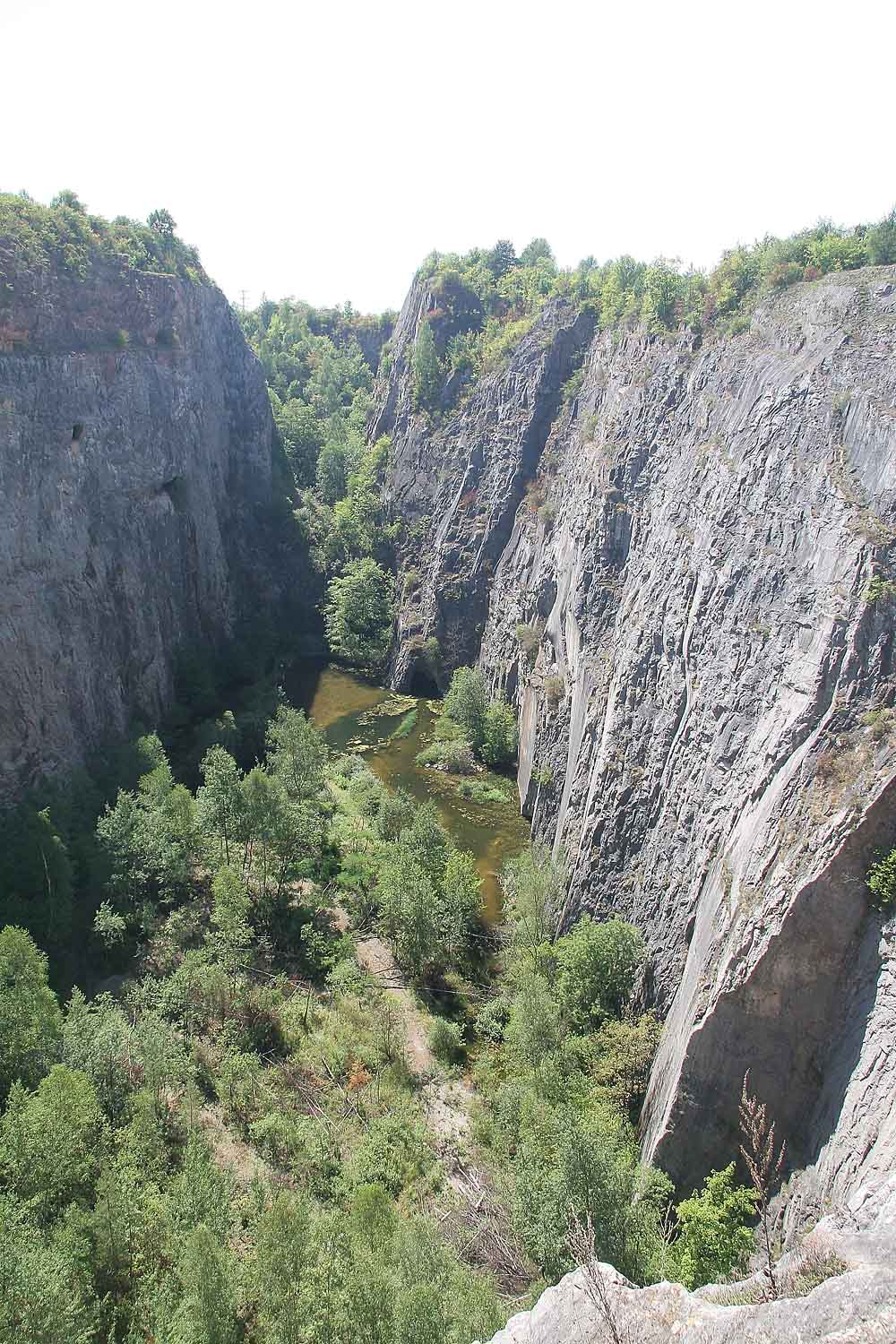
Mexiko bzw. Sträflingsbruch

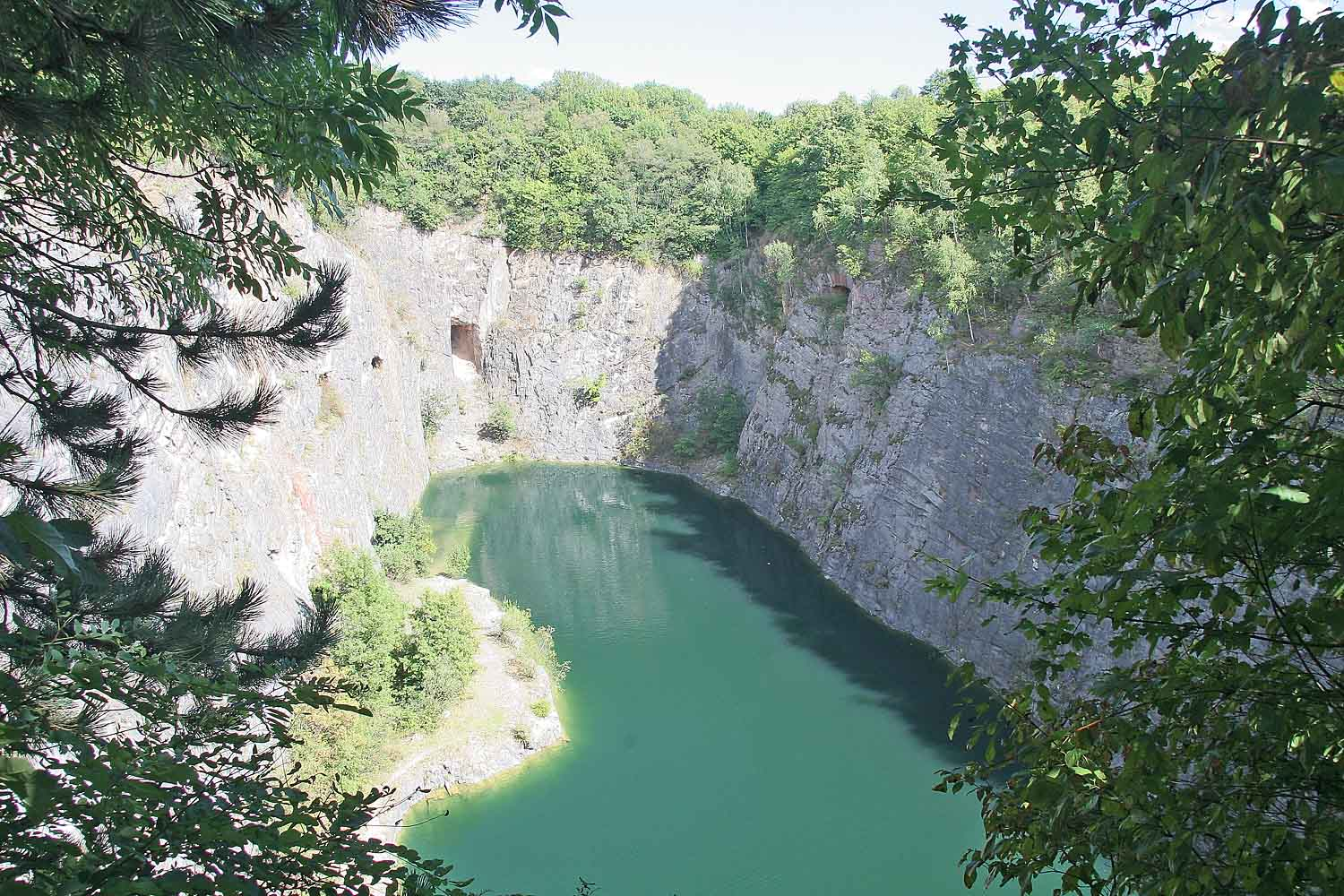
Malá Amerika

Die Kalksteinlagerstätte Amerika nordwestlich und westlich von Mořina wurde seit der Mitte des 19. Jahrhunderts in kleinen Brüchen abgebaut. Nachdem die Prager Eisenindustrie-Gesellschaft im Jahre 1878 in ihrer Eisenhütte und Stahlwerk in Kladno das Thomas-Verfahren eingeführt hatte, deckte sie ihren Kalkbedarf zunächst aus dem Kalkbruch Tachlovice. Nachdem dieser den steigenden Bedarf der Hütte nicht mehr decken konnte, verlängerte die Prager Eisenindustrie-Gesellschaft die Eisenerzbahn Kladno-Nučice bis Trněný Újezd und eröffnete dort 1891 am Holý vrch den neuen Kalksteinbruch Čižovec. Die Mächtigkeit des Kalklagers von Trněný Újezd erwies sich jedoch geringer als erwartet, so dass die Bahn schließlich noch bis Mořina verlängert und der Bruch Kozolupy angelegt wurde. Im Jahre 1900 wurde westlich davon der Bruch Amerika aufgenommen. Später wurden die Kalkbrüche Amerika und Kozolupy zu einem Bruch Velká Amerika zusammengeführt. Nach Südwesten hin entstanden auf dem Kalklager mit den Brüchen Mexiko, Kanada und Malá Amerika weitere Brüche. Im stillgelegten Bruch Holý vrch ließ das Ministerium für Nationale Verteidigung 1938 ein Depot für chemische Kampfstoffe anlegen, dass jedoch nicht fertiggestellt wurde. Während des Zweiten Weltkrieges wurde am Bruch Mexiko ein Arbeitslager für Kriminelle errichtet; der Sträflingsbruch Mexiko wurde jedoch bald wegen Erschöpfung eingestellt. Zwischen 1943 und 1944 wurde die Lagerstätte Budňany erkundet, sie erwies sich jedoch wegen ihrer Lagerungsverhältnisse für einen Baggerbetrieb als ungeeignet; ebenso zeigte sich die nördliche Lagerstätte als nicht nutzbar. 1944 wurden die Kalkbrüche am Holý vrch und bei Amerika für eine Nutzung zur Einrichtung unterirdischer Verlagerungsbetriebe der Rüstungsindustrie vorgesehen. Nach dem Krieg wurden nur die Brüche Amerika und Kozolupy weiterbetrieben und auf einer Sohlenlagerstätte der neue Bruch Lom u Kozolup aufgefahren. Das Arbeitslager wurde von 1945 bis 1946 als Gefangenenlager für Deutsche genutzt. Die Prager Eisenindustrie-Gesellschaft wurde 1946 verstaatlicht und in Středočeské uhelné a železnorudné doly, n.p umfirmiert. Nach der Machtübernahme durch die Kommunisten wurde 1949 im Sträflingsbruch Mexiko ein Strafarbeitslager für politische Gefangene eingerichtet.
Das 1953 aufgelöste Lager galt als eines der schlimmsten Straflager der Tschechoslowakei und wurde dort Inhaftierten als Český Mauthausen bzw. als Kalksteinhölle Mořina (vápencové peklo Mořina) bezeichnet.
Das 1950 gegründete Unternehmen Železnorudné doly n.p. Nučice übernahm auch den Betrieb der Kalksteinbrüche von Amerika. 1958 wurde dieses Unternehmen infolge des Rückgangs des Nučicer Eisenerzbergbaus Teil der Železnorudné doly a hrudkovny n.p. Ejpovice. Im selben Jahre wurde der Bruch Školka (Malá Amerika) stillgelegt. Nachdem seit dem Ende der 1950er Jahre am Čeřínek bei Bubovice und am Holý vrch bei Trněný Újezd neue Kalkbrüche aufgefahren wurden, wurde die Lagerstätte Amerika 1963 stillgelegt; einzig betrieben wird die Verarbeitungsanlage am Bruch zwischen Mexiko und Kanada. Am Holý vrch wurden die alten Brüche Starý Čižovec, Nový Čižovec und Holý vrch zu einem großen Bruch vereinigt.
Ab 1964 wurde der Schwerpunkt der Tätigkeit des Werks der Železnorudné doly a hrudkovny n.p. Ejpovice vom Steinbruchbetrieb in Mořina, Holý vrch und Tetín auf die Produktion von Zuschlagstoffen verlagert. 1977 wurde die RND Ejpovice Teil der n.p. Rudné doly Příbram. Nach der Privatisierung wurde die RND Ejpovice 1993 zum Tochterunternehmen der ČEZ. Diese bildete daraus zusammen mit der Českomoravský cement a.s.k im Jänner 1994 die Lomy Mořina, spol. s.r.o. Der in den Brüchen Čeřinka, Holý vrch und Tetín gewonnene Kalk wird zur Kraftwerksentschwefelung, als Sättigungskalk in der Zuckerfabrikation und zur Zementherstellung verwendet. In Amerika befindet sich der Unternehmenssitz sowie eine Verarbeitungsanlage und Eisenbahn-Verladestation für den im Bruch Čeřinka gewonnenen Kalk.
In den Brüchen Velká Amerika, Mexiko und Malá Amerika haben sich heute Steinbruchseen gebildet. Der Bruch Lom u Kozolup ist als Naturdenkmal geschützt.
Größter der Brüche ist der Velká Amerika mit einer Ausdehnung von 750 × 150 Metern sowie einer Tiefe von 67 bis 80 Metern. Der Abbau erfolgte in sechs Sohlen. In der Teufe zwischen der sechsten Sohle (322 m.ü.m.) und der fünften Sohle (335 m.ü.m.) hat sich ein Steinbruchsee gebildet, der den westlichen Teil des Bruches ausfüllt. Der Canon war Drehort u. a. für die Filme Limonaden-Joe und Die kleine Meerjungfrau.

## Sehenswürdigkeiten
- Kirche des hl. Stanislaus am östlichen Ortsausgang, die seit 1353 nachweisbare Kirche erhielt ihre barocke Gestalt im 18. Jahrhundert. Vor der Kirche stehen zwei geschützte Linden.
- Jüdischer Friedhof, nordwestlich des Dorfes, er wurde 1735/36 angelegt und nach 1990 wiederhergestellt. Der älteste erhaltene Grabstein stammt von 1741
- Ehemalige Synagoge, der Mitte des 19. Jahrhunderts errichtete Bau wurde in den 1920er Jahren zur Sokolovna umgestaltet. Das Gebäude befindet sich heute in Privatbesitz und ist in einem verwahrlosten Zustand.
- Ehemaliges jüdisches Viertel, erhalten sind acht Häuser an der Nordseite der Hauptstraße
- Gedenkstein für die Gefallenen des Ersten Weltkrieges aus Mořina und Mořinka, im hinteren Teil des Urnenhains
- Ehemalige Kalksteinbrüche Velká Amerika, Mexiko, Kanada und Malá Amerika
- Gedenkstein an das kommunistische Strafarbeitslager am Kalkbruch Mexiko
- Reste der Burg Karlík südöstlich des Dorfes, erhalten ist nur der Burgwall und der Graben. Der Legende nach diente die Burg zu Zeiten Karl IV. als Aufenthaltsort der Königin und des Frauenzimmers, da angeblich Frauen wegen der auf der Burg Karlstein gelagerten Reliquien dort der Zutritt verwehrt blieb. Diese Sage wurde auch Gegenstand des Lustspiels Noc na Karlštejně von Jaroslav Vrchlický. Die Burg liegt seit dem 15. Jahrhundert wüst.
- Naturreservate Karlštejn und Karlické údolí

## Söhne und Töchter der Gemeinde
- Jakob Eduard Polak (1818–1891), österreichischer Arzt und Ethnograph
- Karel Špaček (1866–1937), Professor für Verkehrsbauwesen und Rektor der ČVUT, geboren in Trněný Újezd
- Ladislav Jásek (* 1929), Violinist und Konzertmeister